# Aya Hirano
Aya Hirano (平野 綾 Hirano Aya?,  Nagoya, Prefectura de Aichi, 8 de octubre de 1987) es una actriz de voz y cantante japonesa de J-Pop y J-Rock. Ha trabajado en diversos animes, novelas visuales, series y comerciales de televisión en Japón. 
Su gran oportunidad llegó al interpretar la voz de Haruhi Suzumiya, personaje principal de Suzumiya Haruhi no Yūutsu, cuyo éxito de audiencia le permitió demostrar su talento ante un amplio público. Asimismo destacándose su interpretación de Konata Izumi en el famoso anime Lucky☆Star, Lucy Heartfilia en Fairy Tail y participando también en el elenco de Death Note dando su voz a Misa Amane.
Tuvo un contrato con Space Craft Produce, una sucursal de Space Craft Group, para su carrera de seiyū, y en lo referente a su faceta como cantante con la empresa Lantis, empresas con las que dejó de trabajar en el año 2011. Desde agosto de 2011, la agencia que se encarga de manejar su carrera como seiyū es la empresa Grick.

## Biografía

### Primeros años
Hirano nació el 8 de octubre de 1987, en Nagoya, Prefectura de Aichi, Japón. Pasó los primeros años de su vida en Estados Unidos antes de regresar a Japón. Decidió ingresar a la industria del entretenimiento en los grados superiores de la escuela primaria y afirmó que hizo una promesa a sus padres, quienes estaban involucrados en los medios de comunicación.

### Carrera
En 1998, se unió a Tokyo Child Theatrical Group, una división de Space Craft Group. A partir de eso empezó a aparecer en comerciales de televisión y obtuvo su primer papel como seiyū en la serie Tenshi no Shippo. Durante los años 2002 y 2003 formó parte del grupo musical femenino (el cual resultaría efímero) "Springs".
Después de graduarse de la escuela secundaria, comenzó a seguir seriamente su carrera como actriz de voz y cantante (solista). Su gran oportunidad llegó en el año 2006 al interpretar el rol de Haruhi Suzumiya, la protagonista de la serie de anime  La Melancolía de Haruhi Suzumiya. El éxito que tuvo ésta hizo que su popularidad creciera enormemente en Japón. Su CD sencillo Bōken Desho Desho?, que contenía el tema de apertura de dicha serie, se agotó el mismo día de su lanzamiento. A esto le siguió su interpretación de dos personajes de anime basados en mangas muy populares, siendo Reira en Nana y Misa en Death Note (ambos animados por los estudios Madhouse). Su popularidad se confirmó en el primer Seiyū Awards, donde ganó el premio "Best Rookie Actress" (Mejor actriz novata) por su interpretación de Haruhi Suzumiya, papel que también le valió la nominación "Best Actress in a leading role" (Mejor actriz principal). En la misma entrega de premios obtuvo la nominación "Best Actress in a supporting role" (Mejor actriz secundaria) por su papel de Misa Amane en Death Note, y dos nominaciones en "Best Single" (Mejor sencillo), una fue por Bōken Desho Desho? y la otra fue junto a Minori Chihara y Yuko Goto por el sencillo Hare Hare Yukai. En 2008, ganó el premio "Best Actress in a leading role" (Mejor actriz principal) en la segunda entrega del Seiyū Awards.
Estuvo en los conciertos "Animelo Summer Live" entre 2006 y 2008, y en el Suzumiya Haruhi no Gekisō, celebrado el 18 de marzo de 2007.
Fue invitada al Anime Expo 2007 junto a Minori Chihara y Yuko Goto. En 2007, su éxito continuó al interpretar a Konata Izumi en la versión de anime de Lucky☆Star y al lanzar tres CD singles en meses consecutivos a fines de ese año.
En 2010 volvió a interpretar a Haruhi Suzumiya, esta vez en la película "La Desaparición de Suzumiya Haruhi", la cual se convirtió en uno de los estrenos más vendidos y vistos.
Un día del mismo año estuvo en el conocido programa japonés de Fuji TV, Gout Temps Nouveau.

### Imagen pública
En él, su vida personal fue tema de debate y la actriz reconoció que tuvo un novio. Como los fanes consideran temas como este tabú y no les gusta que las Idols hablen de ello, algunos pensaron que era mentira, otros se quejaron de las declaraciones de Aya, e incluso hubo amenazas de muerte a las actriz en el foro de 2ch, pertenecientes al programa de televisión.[cita requerida]
En abril de 2011, anunció en su cuenta de Twitter que le habían prohibido (sin especificar quién) actuar como seiyū en nuevos papeles de anime desde el año anterior. Sin embargo, aclaró que se sentía agradecida porque todavía seguirá interpretando a personajes de animes que tienen temporadas adicionales o fueron extendidos.
En agosto de 2011, Hirano fue despedida de Lantis debido a un escándalo sexual con los músicos miembros de su grupo. Poco después, aduciendo la necesidad de una nueva agencia que sea más adecuada para sus deseos artísticos, la artista anunció el 12 de agosto de 2011 que dejaba Space Craft Entertainment. Así, el 21 de agosto, Hirano cambió su agencia seiyuu a Grick. Días más tarde, el 27 de agosto publicó un mensaje en su cuenta de Twitter, confirmando que se reanudaba su trabajo actuando en papeles nuevos en el anime.
En marzo de 2012 anunció su retorno a la escena musical, y el 23 de mayo publicó su cuarto CD de estudio, Fragments (literalmente: fragmentos), conteniendo ocho canciones y con colaboraciones realizadas con fu_mou, HIGE DRIVER, Kenichi Maeyamada (Hyadain), Miss Modular.

### Matrimonio
El 3 de enero de 2024 anunció su matrimonio con el actor Masashi Taniguchi.

## Filmografía
Lista de los roles interpretado durante su carrera de seiyū.
Los papeles como protagonista o en un rol principal están en negrita.

### Anime
2001
- Tenshi no Shippo como Saru no Momo.

2002
- Kiddy Grade como Lumière.

2003
- Tenshi no Shippo Chu! como Saru no Momo.
- Bakuten Shoot Beyblade G Revolution como MingMing.

2004
- Battle B-Daman como Charat.

2005
- Battle B-Daman: Fire Spirits como Pheles.
- Canvas 2 ~Niji Iro no Sketch~ como Sumire Misaki.
- Eyeshield 21 como Mamori Anezaki.

2006
- Busō Renkin como Mahiro Muto.
- Death Note como Misa Amane.
- Doraemon: Zeusdesu Naida como Tarance Claw.
- Galaxy Angel-Rune como Kahlua Marjoram / Tequila Marjoram.
- Himawari! como Shikimi.
- NANA como Reira Serizawa.
- Renkin 3-kyū Magical ? Pokān como Pachira.
- School Rumble: 2nd Semester como Yōko Sasakura.
- Sumomomo Momomo como Sanae Nakajima.
- Suzumiya Haruhi no Yūutsu como Haruhi Suzumiya.

2007
- Dragonaut -The Resonance- como Garnet McLane.
- Gakuen Utopia Manabi Straight! como Mei Etoh.
- Kiddy Grade 2 como Lumière.
- Lucky ☆ Star como Konata Izumi, "Ella misma" (ep. 15), Haruhi Suzumiya (ep. 20)
- Hello Kitty: Apple Forest and the Parallel Town como Emily.
- Himawari!! como Shikimi.
- Soreike! Anpanman como Tanpopo-chan, Kokin-chan.

2008
- Akaneiro ni Somaru Saka como Minato Nagase.
- Hyakko como Ayumi Nonomura.
- Kemeko Deluxe! como Nakamura-chan.
- Linebarrels of Iron como Kujō Miu.
- Maria Holic como Shizu Shidō.
- Mokke como Reiko Nagasawa (ep. 23)
- Moegaku 5 como Megami-sama.
- Macross Frontier como Mena Roshan, Nene Rora.
- Nijū-Mensō no Musume como Chizuko Mikamo.
- Zettai Karen Children como Kaoru Akashi.

2009
- Charger Girl Ju-den Chan como Rona Elmo.
- Dragon Ball Kai como Dende.
- Fairy Tail como Lucy Heartfilia.
- Jewelpet como Garnet.
- Kiddy Girl-and como Lumière.
- Kimi ni Todoke como Ume Kurumisawa
- Maria Holic como Shizu Shidō.
- Queen's Blade ~Rurō no Senshi como Nanael.
- Suzumiya Haruhi no Yūutsu (2009) como Haruhi Suzumiya.
- White Album como Yuki Morikawa.

2010
- Seikon no Qwaser como Katja.
- Jewelpet Tinkle como Garnet.
- Fairy Tail como Lucy Heartfilia.
- Nurarihyon no Mago como Ienaga Kana.
- Kuroshitsuji II como Hannah Anafeloz.
- Blood Jewel como Kazuko Yoshizumi.

2011
- Kimi ni Todoke 2nd Season como Ume Kurumisawa .
- Jewelpet Sunshine como Garnet.
- Fairy Tail como Lucy Heartfilia.
- Maria Holic Alive como Shizu Shidō.
- Seikon no Qwaser II como Katja.
- Nichijou como "El rey" (narración).
- Nurarihyon no Mago Sennen Makyou como Ienaga Kana.
- Hunter × Hunter como Menchi.

2012
- Gintama como Imai Nobume.
- Recorder to Randoseru como Sayo Takahashi.
- Fairy Tail como Lucy Heartfilia.
- Girls und Panzer como Arisa.
- Courtesy of Zettai Karen Children -The Unlimited-, como Akashi Kaoru y Hyoubu Kyosuke de pequeño

2013
- Fairy Tail como Lucy Heartfilia.

2014
- Parasyte como Migi
- Hadi Girl como Sae Kagura
- Fairy Tail (2014) como Lucy Heartfilia
- Space Dandy como Maker
- Terra Formars como Sandra Hoffman

2015
- Nagato Yuki-chan no Shōshitsu como Haruhi Suzumiya
- Fairy Tail (2014) como Lucy Heartfilia.
- Denpa Kyoushi como Toune Yamato
- Dragon Ball Super como Dende

2016
- Fairy Tail (2014) como Lucy Heartfilia.

2018
- Fairy Tail: Final Series como Lucy Heartfilia.

2019
- Fairy Tail: Final Series como Lucy Heartfilia.

2020
- Maesetsu! como Hirano Sensei.

2022
- Akiba Maid Sensō como Okachimachi.
- Pop Team Epic como Popuko (Ep. 1 - Parte A).

2024
- One Piece como Lilith.
- Fairy Tail 100 Years Quest como Lucy Heartfilia.
- Dragon Ball Daima como Dende.

2025
- Mattaku Saikin no Tantei Tokitara como Hana Kazamaki.

### OVA
- Akaneiro ni Somaru Saka como Minato Nagase.
- Always My Santa como Mai.
- Amuri in Star Ocean como Femina Novum.
- Fist of the North Star: The Legend of Toki como Sara.
- Gakuen Utopia Manabi Straight! como Mei Etoh.
- Kawa no Hikari como Wanko.
- Lucky ☆ Star como Konata Izumi.
- Lupin the Third: GREEN vs. RED como Yukiko.
- School Rumble Sangakki como Yōko Sasakura.
- Saint Seiya The Lost Canvas como Sasha/Athena.
- Fairy Tail Welcome to Fairy Hills como Lucy Heartfilia.

### ONA
- Nyoron no Churuya-Chan como Haruhi Suzumiya.
- Suzumiya Haruhi-Chan no Yuutsu como Haruhi Suzumiya-chan.

### Películas
- Bleach: Fade to Black - Kimi no na o yobu como "Homura"' (2008).
- The Asylum Session como Hiyoko (2009).
- To como Ariina (2009).
- La Desaparición de Suzumiya Haruhi como Haruhi Suzumiya (2010).
- Macross Frontier: Sayonara no Tsubasa como Mina Roshan (2011).
- Fairy Tail: Hoo no Miko como Lucy Hearthfilia (2012).
- Dragon Ball Z: La batalla de los dioses como Dende (2013).
- Hunter x Hunter: Phantom Rouge como Retz
- Fairy Tail: Dragon Cry como Lucy Heartfilia (2017).
- Detective Conan: The Scarlet Bullet como Maiko Shirahato (2021).
- Dragon Ball Super: Super Hero como Dende (2022).
- La rosa de versalles como Maria antonieta (2025).

### Videojuegos
- Eternal Sonata - Polka.
- Eyeshield 21 VG series - Mamori Anezaki:
  - Eyeshield 21 MAX DEVILPOWER!
  - Eyeshield 21 Playing American Football! Ya! Ha!
  - Eyeshield 21 Portable Edition
- Final Fantasy Type-0 - Carla.
- Final Fantasy Fables: Chocobo's Dungeon - Shirma.
- Finalist - Honoka Serizawa.
- Galaxy Angel II (VG) - Kahlua/Tequila Marjoram
- Granblue Fantasy - Beatrix.
- Haruhi Suzumiya VG series - Haruhi Suzumiya:
  - The Promise of Haruhi Suzumiya (PSP)
  - The Perplexity of Haruhi Suzumiya (PS2)
  - The Excitement of Haruhi Suzumiya (Wii)
  - The Series of Haruhi Suzumiya (NDS)
  - The Parallel of Haruhi Suzumiya (Wii)
- Himekishi Monogatari -Princess Blue- - Ekuberuto Ōjo.
- Lucky ☆ Star VG series - Konata Izumi:
  - Lucky ☆ Star no Mori (NDS)
  - Lucky ☆ Star ～Ryōō Gakuen Ōtōsai～ (PS2)
- Luminous Arc - Lucía.
- Memories Off 6: T-wave - Chisa Hakosaki.
- Nana: Subete wa Daimaou no Omichibiki!? - Reira Serizawa.
- Sigma Harmonics - Neon Tsukiyomi.
- Sumomomo Momomo: The Strongest Bride on Earth - Sanae Nakajima.
- Sunday VS Magazine: Shuuketsu! Choujou Daikessen! - Kaoru Akashi.
- Tenshi no Shippo (VG) - Saru no Momo.
- Tales of the World: Radiant Mythology 3 - Kanonno Grassvalley.
- Yakuza 4 - Hana
- Yakuza: Dead Souls - Hana.
- Dissidia Duodecim (012): Final Fantasy  - Prishe (PSP).
- Dragon Ball Z: Ultimate Tenkaichi - Dende.
- Original story from Fairy Tail: Gekitou Madoushi Kessen - Lucy Hearthfilia.
- Original story from Fairy Tail: Gekitotsu Kardia Daiseidou - Lucy Hearthfilia.
- Danganronpa Another Episode: Ultra Despair Girls - Monaca Towa
- Re:Zero - Starting Life in Another World: The Prophecy of the Throne - Sakura Element
- Arknights - Flametail

### CD Drama
- B.Ichi como Lin Kinpar.
- Kiddy Grade Sound Layer como Lumière.
- The Melancholy of Haruhi Suzumiya: Sound Around como Haruhi Suzumiya.
- Psychic Detective Yakumo como Haruka Ozawa
- Hanbun no Tsuki ga Noboru Sora como Sayoko Natsume

### Doblaje
- City Hunter como Kim Na-na
- CSI: Crime Science Investigation como Haley Jones (temp. 9)
- Doctor Who como Astrid Peth.
- Renaissance como Ilona Tasuiev (Versión DVD).
- Dragonball Evolution como Bulma.
- Encanto como Isabela Madrigal.
- Shazam! como Mary.
- Shazam!: Fury of the Gods como Mary.
- Zathura como Lisa.

## Apariciones

### Televisión
- AniGiga（NHK BS2）(Invitada)
- Brave MAP Special: We will show you the faces behind the people who do popular Anime characters' voices!! Best 50
- AniPara Music-place (Invitada)
- Hey! Hey! Hey! Music Champ - Rank-In Corner (Fuji Television | 3 de julio de 2006)
- Kaitai-Shin Show (NHK総合 | abril de 2007)
- Mario School (TV Tokyo | octubre de 2000 - marzo de 2001)
- Moegaku (Conductora)
- Radical (Comentarios)
- Super Advancement Broadcast BONZO! (Tokyo MX | 24 de agosto de 2007)
- Tenshi no Voice (SKY PerfecTV! ch.371)
- Just Aya Hirano TV (平野綾だけTV Hirano Aya dake TV?) (Fuji TV 2 | abril de 2009) (Conductora)

### Películas
- Honjitsu no Neko-jijo

### Series de televisión
- MPD Psycho (2000) como Lolita °C
- Muse no Kagami (2012) como Urara Ayabuki
- Konna no Idol Janain!? (2012) Mari Gonda
- Koeharu! (2021) como Iwao
- Nami yo Kiite Kure (2023) como Madoka Chishiro

### DVD
- Suzumiya Haruhi no Gekisō (2007)
- Love Letter (ラブレター Rabu Retā?) (21 de noviembre de 2007)
- Love Story (ラブストーリー?) (25 de abril de 2008)
- 1st Live 2008 Riot Tour Live (25 de febrero de 2009)
- I Love You (18 de marzo de 2009)
- Speed☆Star Tours (スピード☆スター?) (23 de junio de 2010)

### Photobooks
- Lolita no Ondo ISBN 4-04-853272-3
- Hirano Aya Photo Collection H 〜STAIRWAY to 20〜, publicado en 2007. ISBN 978-4-04-854096-4
- Hirano Aya Hajimete Story, publicado en 2007. ISBN 978-4-07-258101-8
- 1/19 Bpm, publicado en 2007. ISBN 978-4-07-258106-3

### Radio
- Tenshi no Shippo: Home Party (Cancelado)
- SOS Dan Radio Shibu (Cancelado)
- Galaxy Angel Radio (Cancelado)
- Sumomo Radio (Cancelado)
- Radio Anime Romakkisu (6 de octubre de 2007)
- Anime Workshop (アニコボー AniKobō?) (Nippon Broadcasting | abril de 2009) (invitada)

### Teatro
- Chainsaw Man The Stage como Makima
- Love Letters como Melissa
- Les Misérables como Éponine

## Discografía
Lista de los singles y álbumes lanzado durante su carrera de cantante.

### Singles
- Breakthrough (8 de marzo de 2006) — Tema de entrada de Finalist (PS2).
- Bouken Desho Desho? (26 de abril de 2006) — Tema de entrada de Suzumiya Haruhi no Yūutsu.
- Ashita no Prism (6 de septiembre de 2006)
- LOVE★GUN (10 de octubre de 2007)
- Neophilia (7 de noviembre de 2007)
- MonStAR (5 de diciembre de 2007)
- Unnamed World (23 de abril de 2008) — Tema de cierre de Nijū Mensō no Musume.
- Namida Namida Namida (8 de octubre de 2008) — Tema de cierre de Hyakko.
- Set me free - Sing a Song! (29 de abril de 2009)
- Super Driver (22 de julio de 2009) — Tema de entrada de Suzumiya Haruhi no Yūutsu.
- Hysteric Barbie (23 de junio de 2010)
- TOxxxIC (20 de febrero de 2013
- Promise (9 de octubre de 2013)

### Álbumes
- Riot Girl (16 de julio de 2008)
- Speed Star (18 de noviembre de 2009)
- Aya Museum (25 de mayo de 2011)
- Fragments (23 de mayo de 2012)
- Vivid (19 de febrero de 2014)

### Otros
- "Hare Hare Yukai" (2006) - Tema de cierre de Suzumiya Haruhi no Yuutsu.
- "Suzumiya Haruhi no Tsumeawase" (2006).
- "Haruhi Suzumiya Character Song" (2006).
- "Saikyo Pare Parade" (2006).
- "Mei Etō Character Song" (2006).
- "Sanae Nakajima Character Song" (2006).
- "Motteke! Sailor Fuku" (2007).
- "Konata Izumi Character Song" (2007).
- "Mune Pettan Girls Character Song" (2007).
- "Tomare!" (2009) - Tema de cierre de Suzumiya Haruhi no Yuutsu.
- Hirano también participó en Arashi no Yoru ni: Himitsu no Tomodachi, dándole voz a Mei.
- "Zutto Kitto" - Tema de cierre de Fairy Tail : Hoo No Miko. (2012)
- "White Album" - Tema de White Album (2009)